# Natação artística no Campeonato Europeu de Esportes Aquáticos de 2021 - Rotina livre dueto
A prova da rotina livre dueto da natação artística no Campeonato Europeu de Esportes Aquáticos de 2021 ocorreu nos dias 11 e 14 de maio na Arena Danúbio, em Budapeste na Hungria.

## Calendário
| Fase       | Data       | Hora  |
| ---------- | ---------- | ----- |
| Preliminar | 11 de maio | 09:00 |
| Final      | 14 de maio | 09:00 |

Todos os horários estão no horário local (UTC+1)

## Medalhistas
| Ouro                                                 | Prata                                        | Bronze                                                   |
| Rússia · Svetlana Kolesnichenko · Svetlana Romashina | Ucrânia · Marta Fiedina · Anastasiya Savchuk | Áustria · Anna-Maria Alexandri · Eirini-Marina Alexandri |

## Resultados
Esses foram os resultados da competição.
| Pos.              | Nacionalidade | Nadadoras                                    | Preliminar | Preliminar | Final         | Final         |
| Pos.              | Nacionalidade | Nadadoras                                    | Pontos     | Pos.       | Pontos        | Pos.          |
| ----------------- | ------------- | -------------------------------------------- | ---------- | ---------- | ------------- | ------------- |
| Medalha de ouro   | Rússia        | Svetlana Kolesnichenko Svetlana Romashina    | 97.4000    | 1          | 97.9000       | 1             |
| Medalha de prata  | Ucrânia       | Marta Fiedina Anastasiya Savchuk             | 94.0333    | 2          | 94.3333       | 2             |
| Medalha de bronze | Áustria       | Anna-Maria Alexandri Eirini-Marina Alexandri | 90.0333    | 3          | 90.8667       | 3             |
| 4                 | Bielorrússia  | Vasilina Khandoshka Daria Kulagina           | 87.0000    | 4          | 88.7333       | 4             |
| 5                 | Países Baixos | Bregje de Brouwer Noortje de Brouwer         | 86.8667    | 5          | 88.3000       | 5             |
| 6                 | Itália        | Veronica Gallo Marta Murru                   | 85.6000    | 6          | 85.8333       | 6             |
| 7                 | Reino Unido   | Kate Shortman Isabelle Thorpe                | 85.0667    | 8          | 85.8000       | 7             |
| 8                 | Israel        | Eden Blecher Shelly Bobritsky                | 85.4333    | 7          | 85.7000       | 8             |
| 9                 | Liechtenstein | Lara Mechnig Marluce Schierscher             | 84.4000    | 9          | 84.3333       | 9             |
| 10                | Suíça         | Vivienne Koch Joelle Peschl                  | 82.5333    | 10         | 83.2667       | 10            |
| 11                | Alemanha      | Marlene Bojer Michelle Zimmer                | 82.4333    | 11         | 82.7000       | 11            |
| 12                | San Marino    | Jasmine Verbena Jasmine Zonzini              | 78.8000    | 12         | 80.4333       | 12            |
| 13                | Eslováquia    | Nada Daabousová Diana Miškechová             | 78.5000    | 13         | Não avançaram | Não avançaram |
| 14                | Portugal      | Maria Gonçalves Cheila Vieira                | 77.2667    | 14         | Não avançaram | Não avançaram |
| 15                | Sérvia        | Nevena Dimitrijević Jelena Kontić            | 77.2000    | 15         | Não avançaram | Não avançaram |
| 16                | Chéquia       | Karolína Klusková Aneta Mrázková             | 76.6333    | 16         | Não avançaram | Não avançaram |
| 17                | Hungria       | Linda Farkas Szabina Hungler                 | 75.0667    | 17         | Não avançaram | Não avançaram |
| 18                | Finlândia     | Linnea Pitkänen Sini Tuuli                   | 73.0000    | 18         | Não avançaram | Não avançaram |
| 19                | Bulgária      | Aleksandra Atanasova Anthea Chernookova      | 72.8000    | 19         | Não avançaram | Não avançaram |
| 20                | Lituânia      | Fausta Abramavičiūtė Goda Vaitekūnaitė       | 70.4667    | 20         | Não avançaram | Não avançaram |